# Майкл Джексон: В погоне за правдой
«Майкл Джексон: В погоне за правдой» (англ. «Michael Jackson: Chase the Truth») — британский документальный фильм об обвинениях Майкла Джексона в растлении малолетних. В основе картины лежит расследование британского журналиста Майка Смоллкомба. «В погоне за правдой» считается непосредственным ответом на обвинения певца, прозвучавшие в начале 2019 года в фильме «Покидая Неверленд».
13 августа 2019 года «В погоне за правдой» стал доступен для просмотра на Amazon Prime, iTunes, Google Play и других платных платформах. 31 августа состоялась премьера фильма на российском телеканале Муз-ТВ.

## Содержание фильма
Для фильма «В погоне за правдой» режиссёр Джордан Хилл взял интервью у британского журналиста Майка Смоллкомба, актёра Марка Лестера и его дочери Люси, знавших Джексона лично, а также у одного из бывших телохранителей музыканта. Майк Смоллкомб провел своё расследование обвинений против Майкла Джексона в растлении малолетних: он разъясняет, как появились претензии 1993 года, и почему произошло финансовое урегулирование этого дела вне суда; рассказывает о том, как происходило судопроизводство по иску 2003 года против певца, уделив особое внимание тому, как этот процесс, завершившийся оправдательным вердиктом, был освещён в прессе. Значительная часть картины посвящена разбору обвинений против Джексона, прозвучавших в начале 2019 года в фильме «Покидая Неверленд». Расследование Смоллкомба показало, что некоторые из ключевых моментов, подробно описанных в этой обличительной ленте, просто не могли иметь место, а каждый обвинитель имел финансовые мотивы. Бывший телохранитель Джексона рассказывает о деталях своей работы на певца, а семья Лестеров вспоминает музыканта как своего многолетнего друга и семьянина.

## Премьера и реакция критиков
13 августа 2019 года «В погоне за правдой» стал доступен для просмотра на Amazon Prime, iTunes, Google Play и других платных платформах. 31 августа состоялась премьера фильма на российском телеканале Муз-ТВ.
По мнению журналиста издания Panorama «В погоне за правдой» и другие фильмы-опровержения показывают зрителю столько очевидных нестыковок и неточностей в «Покидая Неверленд», что теперь человек, которому присуща интеллектуальная честность, не сможет спокойно воспринимать эту картину как заслуживающую доверия. Критик журнала NME посчитал, что фильм вряд ли повлияет на чьё-то уже сложившееся мнение о Джексоне, при этом он отметил: «„В погоне за правдой“ поднял огромную проблему: несмотря на то, что к обвинениям в сексуальных преступлениях необходимо относиться серьёзно, все они требуют тщательного изучения, особенно когда дело касается огромных денег. И, в конце концов, именно суд, должен докопаться до правды, а не журналисты, телевизионные продюсеры и толпы людей в Твиттере». Другой рецензент обратил внимание не только на ленту Джордана Хилла, но и на другой фильм об обвинениях против певца — «Ложь „Покидая Неверленд“» (англ. «Lies of Leaving Neverland»): «В начале года мы услышали сторону предполагаемых жертв, теперь в двух новых фильмах их слова опровергнуты видеозаписями показаний в суде и документами. Возникает вопрос: кому мы должны верить?».